# Schülp bei Rendsburg
Schülp bei Rendsburg (in danese Scullebi) è un comune di 1 088 abitanti dello Schleswig-Holstein, in Germania.
Appartiene al circondario (Kreis) di Rendsburg-Eckernförde (targa RD) ed è parte della comunità amministrativa (Amt) di Jevenstedt.